# Jemma Reekie
Jemma Reekie, née le 6 mars 1998 à Beith, est une athlète britannique, spécialiste des courses de demi-fond.

## Biographie
Elle remporte le titre du 1 500 mètres lors des championnats d'Europe juniors 2017 et  ceux du 800 mètres et du 1 500 m lors des championnats d'Europe espoirs 2019. 
Elle est détentrice du record d'Europe espoir du 800 m depuis le 1er février 2020 en 1 min 57 s 91. Elle détient par ailleurs les records du Royaume-Uni en salle du 800 m, mile et 1 500 m, records établis en début d'année 2020.
Elle remporte le 800 m du Bauhaus-Galan 2020, deuxième étape de la Ligue de diamant 2020.

## Palmarès
| Date | Compétition                    | Lieu     | Place | Course  | Temps         |
| ---- | ------------------------------ | -------- | ----- | ------- | ------------- |
| 2017 | Championnats d'Europe juniors  | Grosseto | 1re   | 1 500 m | 4 min 13 s 25 |
| 2019 | Championnats d'Europe espoirs  | Gävle    | 1re   | 800 m   | 2 min 05 s 19 |
| 2019 | Championnats d'Europe espoirs  | Gävle    | 1re   | 1 500 m | 4 min 22 s 81 |
| 2021 | Jeux olympiques                | Tokyo    | 4e    | 800 m   | 1 min 56 s 90 |
| 2022 | Championnats d'Europe          | Munich   | 5e    | 800 m   | 2 min 00 s 31 |
| 2023 | Championnats du monde          | Budapest | 5e    | 800 m   | 1 min 57 s 72 |
| 2024 | Championnats du monde en salle | Glasgow  | 2e    | 800 m   | 2 min 2 s 72  |
| 2024 | Championnats d'Europe          | Rome     | 5e    | 1 500 m | 4 min 06 s 17 |

## Records
| Épreuve | Temps         | Lieu    | Date            |
| ------- | ------------- | ------- | --------------- |
| 800 m   | 1 min 55 s 61 | Londres | 20 juillet 2024 |
| 1 500 m | 3 min 58 s 65 | Chorzów | 16 juillet 2023 |